# Compost orgànic volàtil
Els composts orgànics volàtils (COV) (en anglès: Volatile organic compounds, VOCs) és el nom col·lectiu per a compostos químics orgànics la base de les quals és el carboni, que s'evaporen a temperatura i pressió ambientals generant vapors, que poden ser precursors de l'ozó a l'atmosfera. A més a més del carboni, també es poden trobar a la seva composició hidrogen, fluor, oxigen, clor, brom, nitrogen o sofre.
Els COV són nombrosos, variats i n'hi ha a tot arreu: s'hi inclouen tant compostos químics d'origen natural com fets per l'home. A més, tenen un paper important en la comunicació entre les plantes i també en els missatges de les plantes als animals a causa de les seves olors característiques.
Alguns d'aquests compostos són perillosos per a la salut humana o bé pel medi ambient. Els COV que són nocius per a la salut en general no són tòxics aguts, però poden presentar efectes adversos a curt i llarg termini. Com que les concentracions de COV són generalment baixes i els símptomes en la salut tarden a desenvolupar-se, la investigació de compostos orgànics volàtils i els seus efectes resulta complicada.
Alguns d'aquests compostos són:
- butà
- propà
- xilè
- alcohol butílic
- metiletilcetona
- acetona
- etilenglicol
- tricloroetilè
- clorbenzè
- limonè

## Propietats
Els COV presenten propietats característiques responsables dels seus efectes sobre la salut i el medi ambient. Posseeixen propietats volàtils, liposolubles, tòxiques i inflamables. Per altra banda, són molt bons dissolvents, i molt eficaços per la dissolució de pintures i desengreixat de materials.
Les seves propietats més característiques són:
- Volatilitat: Són compostos orgànics que s'evaporen ràpidament a l'atmosfera. Aquesta propietat dona lloc tant a contaminació atmosfèrica com a importants riscos per a la salut a causa de la seva fàcil inhalació.
- Liposolubilitat: Són molècules orgàniques solubles en dissolvents orgànics no polars, presenten afinitat pels greixos i s'acumulen en els teixits grassos del cos humà.
- Inflamabilitat: Generalment són compostos inflamables, és a dir que cremen amb facilitat en contacte amb l'aire.
- Toxicitat: Les propietats tòxiques depenen de cada compost i de les condicions d'exposició. A curt termini poden causar reaccions al·lèrgiques o marejos i en exposicions més prolongades poden relacionar-se amb lesions neurològiques i altres efectes psiquiàtrics com irritabilitat, falta de memòria, dificultat de concentració ...